# Rising Auto
Rising Auto es una marca de vehículos eléctricos del fabricante de automóviles chino SAIC Motor.

## Historia
Rising Auto era originalmente la marca R en 2020, una rama de la marca Roewe de SAIC dedicada a vehículos de nueva energía y vehículos inteligentes. El nombre chino Feifan salió a la luz poco después, en octubre de 2021. y el nombre inglés Rising Auto se creó en 2021 para darle a la marca R un nombre completo y significativo. Los primeros productos reciben el nombre de Roewes y el crossover R7 es el primer producto original. El siguiente producto es el sedán ejecutivo F7.

## Productos

### Modelos actuales
- Rising Auto R7 (2022-presente), tamaño mediano SUV[4]
- Rising Auto F7 (2023-presente), sedán mediano.[5]

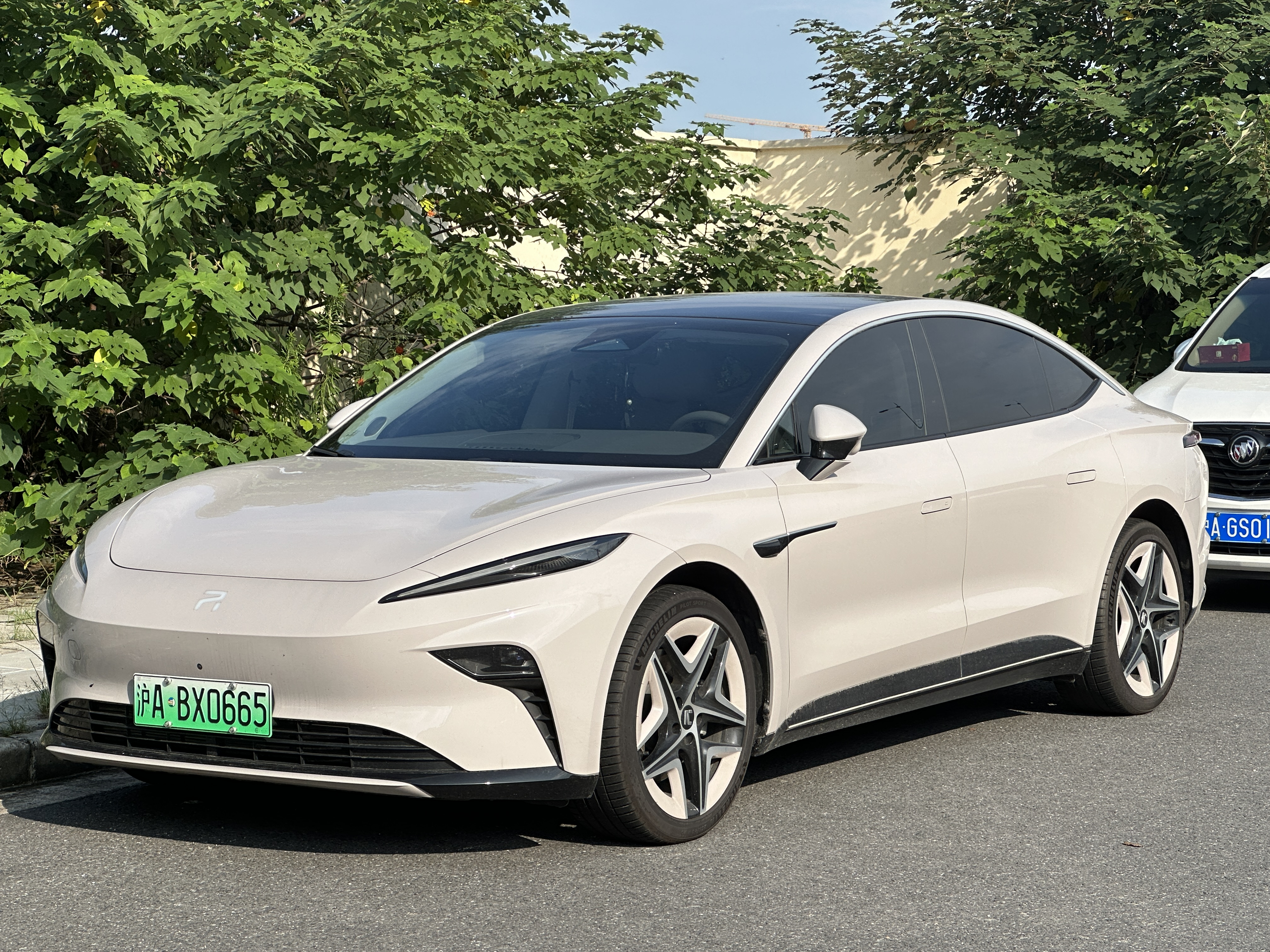
Rising Auto F7
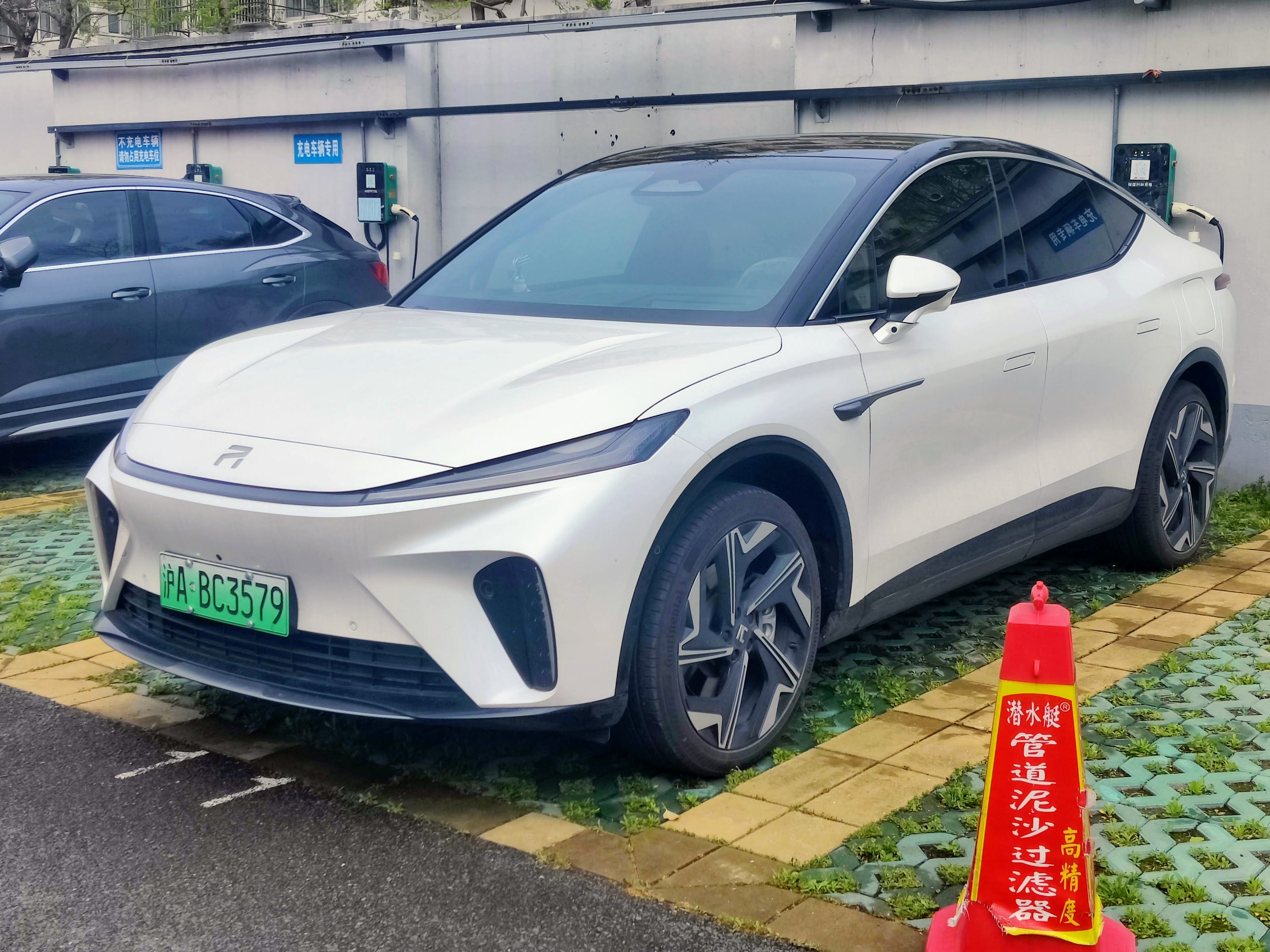
Rising Auto R7

### Modelos descatalogados
- Rising Auto ER6 (2020-2022), auto compacto, rebautizado como Roewe Ei6.
- Rising Auto Marvel R (2020-2023), SUV compacto, rebautizado como Roewe Marvel X.

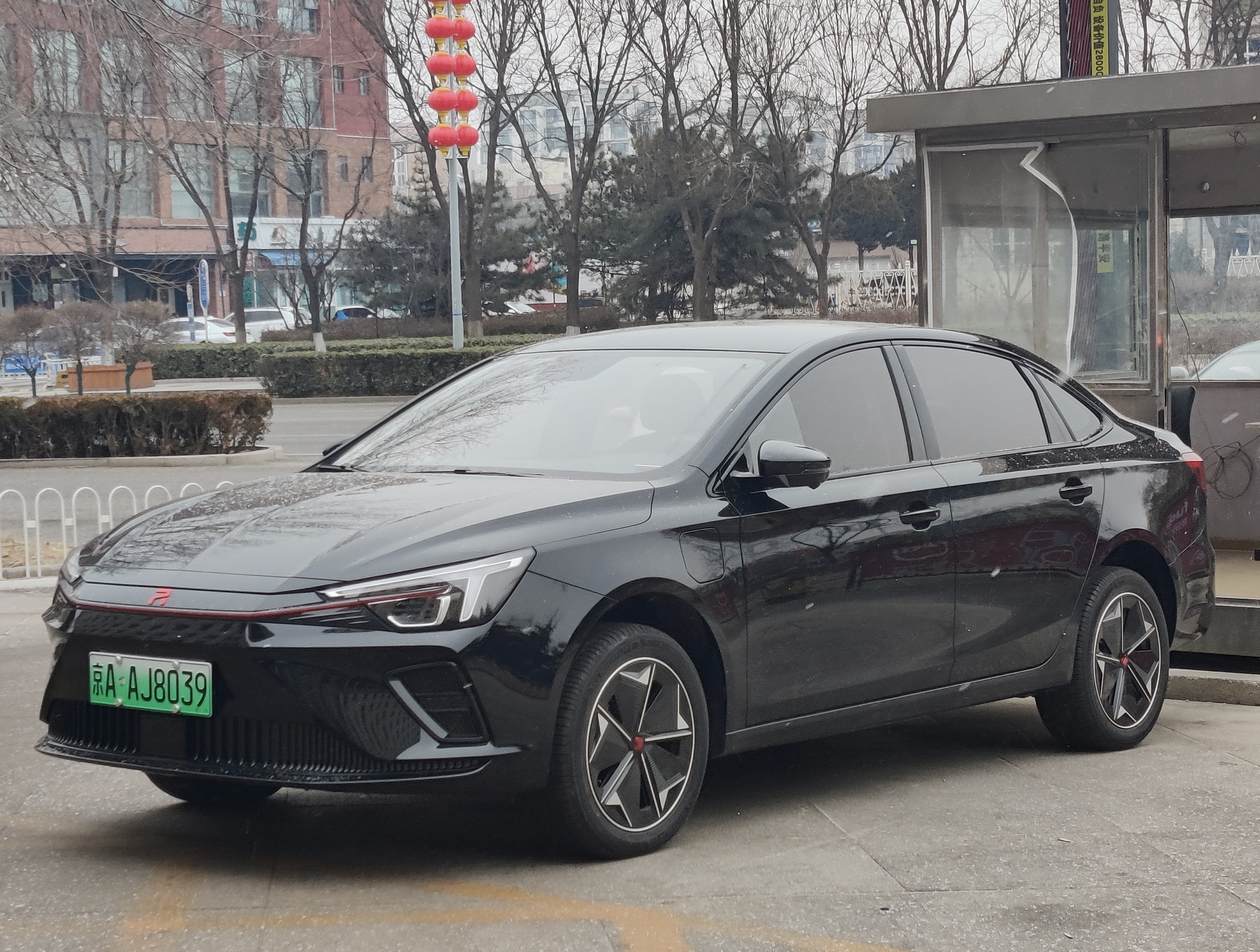
Rising Auto ER6
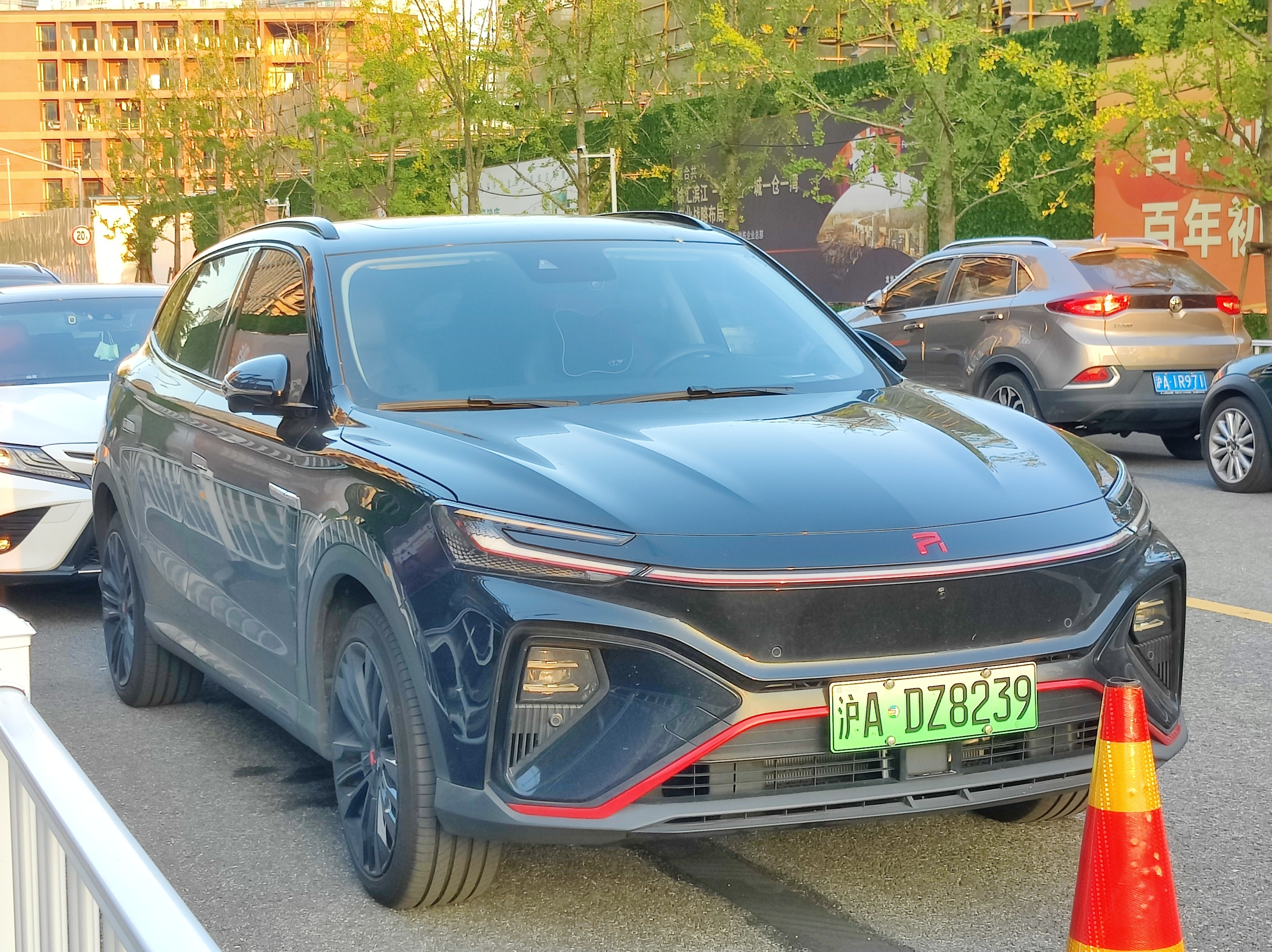
Rising Auto Marvel R

### Vehículos conceptuales
Rising Auto ha revelado los siguientes autos conceptuales:
- R Marvel R Concept
- R ES33 Concept

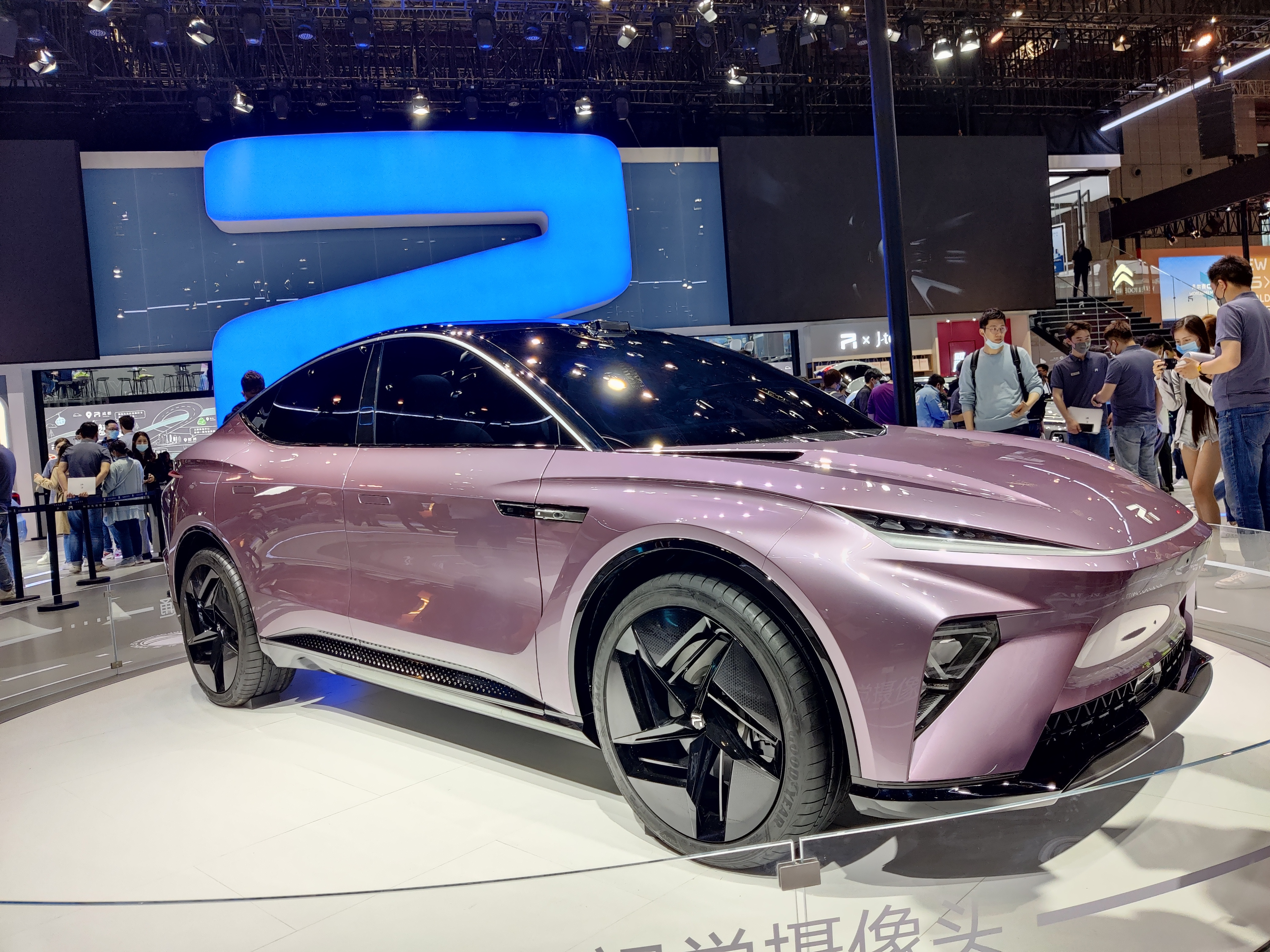
Rising Auto ES33 Concept